# Antun Bešlić
Antun Bešlić (Bajmak, 12. travnja 1884. - ?) je bio hrvatski bankar i pripadnik rodoljubive inteligencije bunjevačkih Hrvata u Bačkoj. Bio je sin Tadije Bešlića, uglednog bajmačkog starješine, trgovca, zemljoposjednika i agilnog društvenog djelatnika bunjevačkih Hrvata, te brat zemljoposjednika Laze Bešlića i stric kiparice Ane Bešlić.

## Biografija
Rođen je u Bajmaku kod Subotice za vrijeme Austro-Ugarske 12. travnja 1884. godine. Potekao je iz obitelji uglednog bajmačkog starješine Tadije Bešlića.
Završio je Trgovačku školu u Subotici. 
Vjerio se sa Sonjom Broz, jedinicom bogatoga veletrgovca Janka Broza iz Klanjca koncem 1912., koju je vjerojatno kasnije i oženio.
Bio je društveno aktivan i prije Prvog svjetskog rata. Kada je u Subotici 1912. osnovana podružnica Hrvatske zemaljske banke, postao je njezin dioničar. 
Poslije Prvog svjetskog rata je postao upravitelj gore spomenute podružnice Hrvatske zemaljske banke i starješina subotičkog ogranka Sokola, organizacija za promicanje tjelovježbe i širenja nacionalne svijesti, Bešlić je postao njezin starješina.
Sudjelovao je u osnivanju Hrvatskog prosvjetnog društva "Neven" u Subotici 1920. i bio njegovim aktivnim članom. Također se učlanio i u Bunjevačko-šokačku stranku, koja je osnovana sredinom rujna 1920.
Bio je aktivni član Pučke kasine, kulturne udruge bunjevačkih Hrvata u Subotici. Zabilježeno je da je 1920. bio član njezinog Nadzornog odbora. Na banketu održanom u Pučkoj kasini koncem 1920. u čast Matije Evetovića i Jose Prćića koji su
na zagrebačkom Sveučilištu položili odvjetnički odnosno profesorski ispit Bešlić je održao govor, u kojem je poticao bunjevačku omladinu neka se ugleda na Evetovića i Prćića i završi više škole.
U Zagreb se preselio 1926. gdje je nastavio obavljati bankarske poslove.
Bio je društveno aktivan i za vrijeme Drugog svjetskog rata. Bio je član visokog izaslanstva zagrebačkog Društva bačkih Hrvata 1941. koje je primljeno u audijenciju kod poglavnika Ante Pavelića 23. travnja 1941.
Ostali članovi spomenutoga izaslanstva su bili Josip Đido Vuković, Mihovil Katanec, Josip Andrić (predsjednik Društva Bačkih Hrvata), Ivo Knežević (odvjetnik iz Odžaka), Gavro Čović (jedan od hrvatskih omladinaca koji su izvjesili hrvatsku zastavu na toranj Gradske kuće u Subotici 10. studenoga 1918., Marin Radičev i Marko Čović.
Bio je predsjednik Državne kovnice Nezavisne države Hrvatske 1944.